# Marija Karan
Marija Karan (Марија Каран) (Belgrado, 29 aprile 1982) è un'attrice serba.
Ha debuttato nel film Kad porastem biću Kengur ed in seguito è apparsa in Jesen stiže, dunjo moja.
Nel 2007, la Karan ha recitato insieme a Nikola Kojo e Bogdan Diklić nel thriller serbo Četvrti čovek (Il quarto uomo) di Dejan Zečević ed insieme a Branko Tomović nel film britannico Taximan di Henrik Norrthon.
Ha successivamente partecipato in vari film e serie televisive, come Assassination Games del 2011. 
A dicembre dello stesso anno è comparsa sulla copertina dell'edizione serba della rivista Cosmopolitan.

## Filmografia

### Cinema
- Noc uz video, regia di Danilo Beckovic - cortometraggio (2002)
- Gotovo mitski, regia di Mina Djukic - cortometraggio (2003)
- Slobodan pad, regia di Vladimir Dukelic - cortometraggio (2004)
- Kad porastem biću Kengur, regia di Radivoje Andric (2004)
- Ulicni hodac, regia di Kosta Djordjevic - cortometraggio (2004)
- Jesen stiže, dunjo moja, regia di Ljubiša Samardžić (2004)
- Ohcet, regia di Petar Pasic - cortometraggio (2005)
- Sedam i po, regia di Miroslav Momcilovic (2006)
- Through Skin and Bone, regia di Aleksandar Nikolic - cortometraggio (2006)

- Kradljivac uspomena, regia di Vicko Ruic (2007)
- Četvrti čovek, regia di Dejan Zecevic (2007)
- Taximan, regia di Henrik Norrthon - cortometraggio (2008)
- Sevdah za Karima, regia di Jasmin Durakovic (2010)
- Il rito (The Rite), regia di Mikael Håfström (2011)
- Assassination Games - Giochi di morte (Assassination Games), regia di Ernie Barbarash (2011)
- Booger Red, regia di Berndt Mader (2015)